# Dampierre-sous-Brou
Dampierre-sous-Brou település Franciaországban, Eure-et-Loir megyében. Lakosainak száma 445 fő (2022. január 1.). Dampierre-sous-Brou Frazé és Unverre községekkel határos.

## Népesség
A település népességének változása:
| Lakosok száma | 430  | 473  | 472  | 472  | 507  | 480  | 461  | 451  | 449  | 445  |
|               | 1968 | 1982 | 1990 | 2006 | 2013 | 2015 | 2017 | 2019 | 2020 | 2022 |